# خان‌آباد (گلگت-بلتستان)
خان‌آباد (به انگلیسی: Khanabad) یک منطقهٔ مسکونی در پاکستان است که در ناحیه خودمختار گلگت—بلتستان واقع شده‌است. خان‌آباد ۲٬۰۰۰ نفر جمعیت دارد و ۱٬۹۵۲ متر بالاتر از سطح دریا واقع شده‌است.